# سوزان أوليفر
سوزان أوليفر (بالإنجليزية: Susan Oliver)‏ هي طيارة ومخرجة وممثلة أمريكية، ولدت في 13 فبراير 1932 بنيويورك في الولايات المتحدة، وتوفيت في 10 مايو 1990 في الولايات المتحدة بسبب سرطان الرئة. من الجوائز التي نالتها جائزة المسرح العالمي سنة 1959.

## أعمال

### أفلام
- (1960) بترفيلد 8

## جوائز
- جائزة المسرح العالمي (1959)

## وصلات خارجية
- سوزان أوليفر على موقع IMDb (الإنجليزية)
- سوزان أوليفر على موقع ألو سيني (الفرنسية)
- سوزان أوليفر على موقع أول موفي (الإنجليزية)
- سوزان أوليفر على موقع قاعدة بيانات برودواي على الإنترنت (الإنجليزية)
- سوزان أوليفر على موقع قاعدة بيانات الأفلام السويدية (السويدية)
- سوزان أوليفر على موقع إن إن دي بي (الإنجليزية)
- سوزان أوليفر على موقع قاعدة بيانات الفيلم (الإنجليزية)
- سوزان أوليفر على موقع كينوبويسك (الروسية)